# Ledovcová brázda

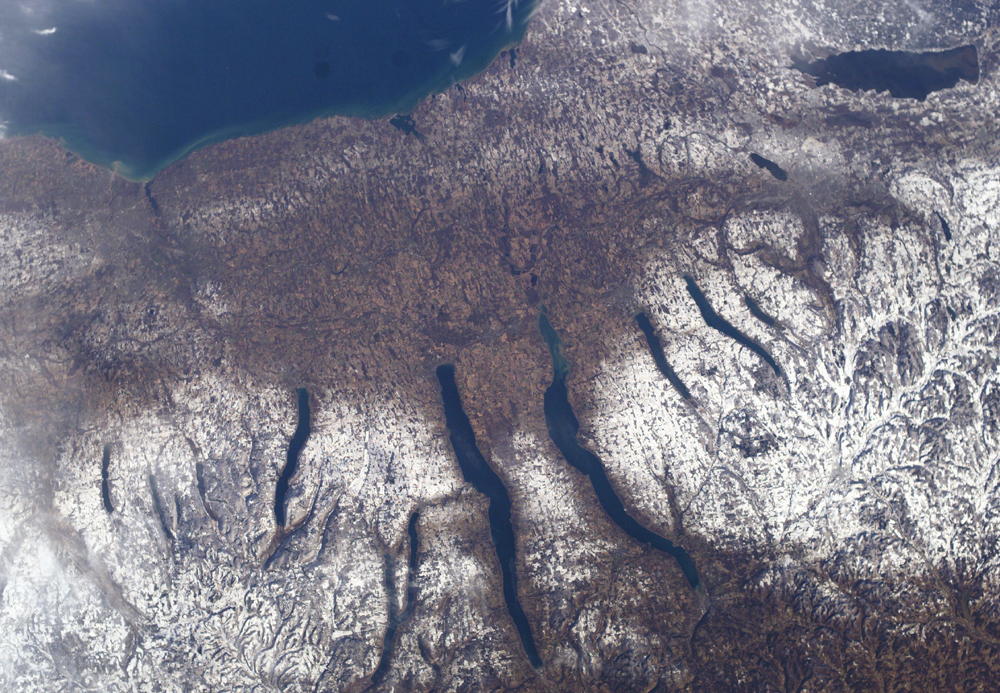
Ledovcové brázdy a rinová jezera v severní Americe. Snímek ze satelitu

Ledovcová brázda (rinové údolí, tunelové údolí) je údolí přemodelované ledovcovou erozí (exarací, deterzí a detrakcí). Má charakteristickou podobu písmena U.

## Vznik
Ledovcové brázdy (rinová údolí, tunelová údolí) vznikaly přetvořováním předledovcových údolí ledovcovou erozí i morénami, které na své bázi a před sebou hrne ledovcový splaz a také podledovcovou vodní erozí ledovcovými potoky. Sloužily jako drenážní cesty, které pod ledem odváděly velké množství vody z ledovcové taveniny. Vznikaly především tehdy, když pevninský ledovec během pleistocénu narážel na zvedající se pevninu, která bránila normálnímu odvodňování, jaké je u údolních ledovců. V letním období ledové doby, když na povrchu ledovce roztávala voda, nacházela si trhlinami cestu dolů pod ledovec až na jeho bázi. Tekla pak pod ledem ve velkém množství směrem k přednímu okraji ledovce. Vzhledem k tomu, že z povrchu ledovce stékala stále další voda, byla voda pod ledovcem pod vyšším tlakem a mohla téci i proti spádu. Proudila pod tlakem velmi rychle a měla silný erozivní účinek na své podloží. Tam, kde bylo podloží tvořené nezpevněnými sedimenty, odnášela v krátké době významné množství materiálu. V době zimy ledovcové doby voda v podledovcové řece zamrzala, ledovcový tunel se uzavíral a za současného tlaku ledovce vznikaly v tunelu ledové bloky. Po roztátí ledovce tyto ledové bloky zůstávaly v ledovcové brázdě jako mrtvý led a chránily ji před zasypáním. Po roztátí bloků mrtvého ledu zůstala v krajině typická rinová údolí.
Vyskytují se jako jezera, suchá údolí, prohlubně mořského dna i jako oblasti vyplněné sedimenty. Pokud jde o sedimenty, jedná se o naplaveniny glaciální (ledovcové), glaciofluviální (ledovcové a říční) nebo glaciolacustrinové (ledovcové a jezerní), doplněné vrstvami mladších sedimentů. Jejich průřezy mají strmé boky, podobné stěnám fjordů a jejich plochá dna jsou typická pro podledovcovou erozi. Bývají dlouhá, úzká, klikatá, hluboká a s příkrými boky. Často tvoří řetězce, které ukazují cestu bývalého zalednění. Svým průběhem připomínají říční meandry. Jejich rozměry v krajině jsou značně kolísavé. Mohou mít délku až 100 km, šířku čtyři km a hloubku až 400 m. Například v jihozápadním Meklenbursku (Südwestmecklenburg) jsou zasypané brázdy hluboké skoro pět set metrů. Podle stavu podzemní vody je půda brázd suchá, či bažinatá nebo jsou brázdy zaplněny řekami a jezery.

## Výskyt
Činností ledovců vytvarovaná tunelová údolí (ledovcové brázdy, rinová údolí) byla nalezena na všech kontinentech. Nacházejí se v oblastech, které byly dříve pokryty ledovcovými štíty, včetně Afriky, Asie, Severní Ameriky, Evropy, Austrálie a pobřežních oblastí Severního moře, Atlantiku i ve vodách nedaleko Antarktidy.
Tunelová údolí (rinová údolí, ledovcové brázdy), vytvořená ledovcem ve svrchním ordoviku, který se rozprostíral od jižního pólu až ke kontinentálnímu šelfu severní Gondwany, byla nalezena v severoafrických zemích, v Mauritánii i v Libyi. Jsou to mohutná tělesa pískovcových uloženin na staré severní hranici Gondvany. Jejich hloubka se pohybuje od 10 metrů do 200 m a šířka činí 500 metrů až 3000 m. Jsou zaříznuta do skalního podloží a lze je vystopovat na délku 2 kilometrů až 30 km. Během svrchního ordoviku byla Gondwana pokryta ledovcovým štítem. V důsledku toho jsou i v Jordánsku a v Saúdské Arábii regionálně rozsáhlá, sedimenty zaplněná tunelová údolí. V jižní Africe byl v provincii Severní Kapsko identifikován systém tunelových údolí, který vznikl v permokarbonu.
Aktivní tvorba tunelových údolí je v současné době pozorována i pod ledem Antarktidy. 
Povrchové zlaté doly u Kalgoorlie v západní Austrálii odkryly rozsáhlou síť ledovcových údolí, které jsou zaplněné tillitem a břidlicemi. Vznikla pod ledovcovým štítem v paleozoiku.
Ledovcové brázdy, viditelné na povrchu země, jsou rozšířeným jevem v severní Evropě a v Dánsku. Vyskytují se v morénách ledovcové oblasti minulé doby meziledové. Početná rinová jezera jim dávají zvláštní kouzlo. Koryta jezer jsou dlouhá a často hluboká. Nacházejí se však také v geologickém podzemí kde je možno je prokázat vrtáním nebo byly odkryty v povrchových dolech při těžbě lignitu v Lužici (Lausitz), kde bylo nalezeno mnoho ledovcových brázd ze starších ledových dob, které již byly překryty mladšími sedimenty a na povrchu nejsou detekovatelné.V Rusku, Bělorusku, Ukrajině, Polsku, Německu, severní Francii, Nizozemsku, Belgii, Velké Británii, Finsku, Švédsku, Dánsku a Norsku se vyskytují ledovcové brázdy (tunelová, rinová údolí) a s nimi související glaciální dopady. Byly podrobně studovány v Dánsku, severním Německu a severním Polsku, kde se začal zvedat severoevropský ledovcový štít mladších i starších ledových dob, který postupoval z horských oblastí Skandinávie. Zalednění Evropy tedy přicházelo od severu, proto je zde většina ledovcových brázd severojižního směru. Jejich zarovnání ukazuje směr postupu ledovce v době jeho vzniku. Ve Spojeném království se vyskytují například ve hrabství Cheshire. Byly také nalezeny pod Severním mořem.

Rinové údolí Beetzseerinne s jezery

V severní Evropě se vyskytují především ve skandinávské zalednéné oblasti. Typicky jsou součástí morénových oblastí. Vlivem pozdějšího přetvoření (například zasypáním morénou) se však ledovcové brázdy nacházejí také na okrajích ledovcových údolí a v oblasti sandrů. Naproti tomu v Alpském předhůří (Alpenvorland) nejsou téměř žádné ledovcové brázdy. Je to tím, že se Alpské předhůří sklání k severu, tedy ve směru pohybu ledovce a ledovcové potoky volně odtékaly bez tvoření ledovcových brázd.
V Německu, ve spolkové zemi Braniborsko (Brandenburg) se nachází rinové údolí (Die Beetzseerinne), které se táhne v délce přibližně třicettři kilometry ze severovýchodu na jihozápad v nížině Havelland (západně od Berlína) až k městu Brandenburg an der Havel. V ní se vytvořilo několik mokřadů a protáhlých jezer, z nichž nejdůležitější je jezero Beetzsee. Souběžně s jižní oblastí rinového údolí (Beetzseerinne) probíhá zhruba čtyři a půl kilometru západně další rinové údolí, Die Bohnenland-Görden-Rinne. V něm se nachází jezera Bohnenländer See a Gördensee. Udolí má délku asi sedm a půl kilometru.

Rinové údolí s jezery

Grunewaldseenkette je řetězec jezer v Berlíně. Jezera leží ve dvou rinových údolích. Jsou to ledovcové brázdy, které vznikly před více než 20.000 roky v poslední meziledové době.
Scharmützelsee. Je to typické rinové jezero, které vzniklo v ledovcové brázdě v poslední meziledové době a patří ke dvěma stům jezer v ledovcem tvarovaném území řek Spree a Dahme jihovýchodně od Berlína.
Rinové jezero Schwielochsee se nachází jihovýchodně od Berlína na severozápadním okraji Spreewaldu. Protéká jím řeka Spréva. V okolí se nachází mnoho bludných balvanů různých velikostí a horniny, které pocházejí ze Skandinávie. To ukazuje na jeho ledovcový původ.
Rinové údolí Ahrensburger Tunneltal je úzká ledovcová brázda se strmými svahy severně od Hamburku u města Ahrensburg z poslední doby meziledové.
Okanaganské jezero v Kanadě je velké, hluboké, rinové jezero v údolí Okanagan v Britské Kolumbii, které se vytvořilo v tunelovém údolí z Okanaganova splazu ledovcového štítu Cordilleran. Jezero je 135 km dlouhé, 4 až 5 km široké a má rozlohu 351 km2. Tunelová údolí na jihovýchodě Alberty (Kanada) tvoří vzájemně propojenou síť zahrnující řeky Sage Creek, Lost River (Ztracená řeka) a Milk River (Mléčná řeka).
Tunelová údolí byla nalezena v Minnesotě, Wisconsinu a Michiganu na okraji Laurentinského ledovcového štítu. Tunelová údolí v Minnesotě zahrnují vodopády pradávné řeky Warren a několik údolí ležících hluboko pod nimi, která byla vytvořena ledovci a lze je vysledovat na jezerech v Minneapolis a na jezerech a suchých údolích v St. Paul.
Jezera Kawartha v Ontariu vznikla v ledové době Wisconsinan (poslední ledová doba v Severní Americe). Ledová tavenina z útesu Niagara protékala tunelovými údolími pod ledovcem a vytvořila průchod ze západu k východu mezi hlavním Laurentinským ledovcovým štítem a ledovcem v povodí jezera Ontario.
Cedar Creek Canyon je tunelové údolí, které se nachází v okrese Allen, Indiana. Jedná se o velmi úzké údolí asi 50 až 100 metrů hluboké, které obsahuje část spodního toku řeky Cedar Creek, největšího přítoku řeky Svatého Josefa (St. Joseph River), (Maumee River).

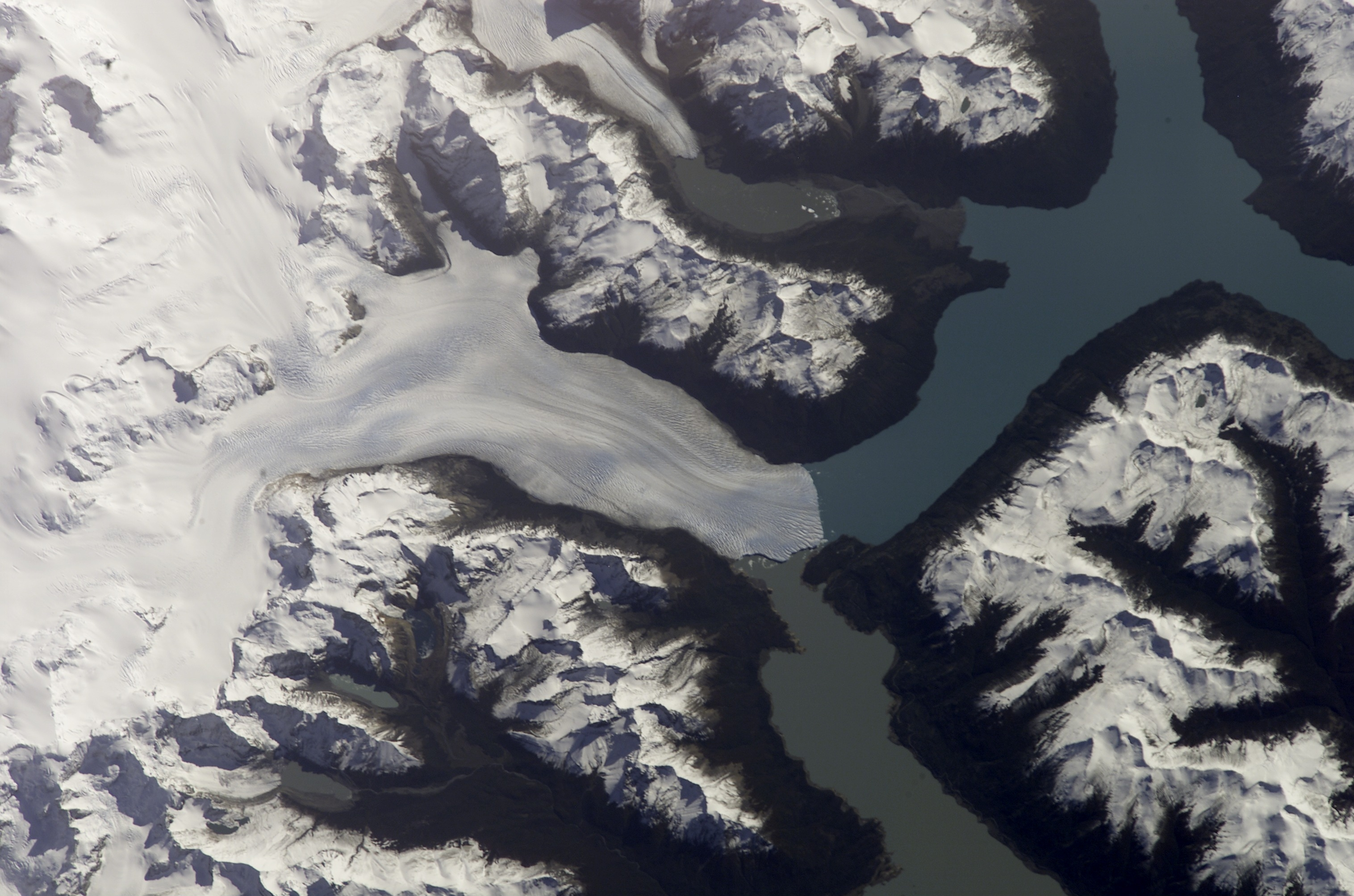
Argentinské jezero a ledovec Perito Moreno (snímek ze satelitu)

Ve východní Kanadě byla identifikována četná tunelová údolí pocházející z tunelového údolí řeky Svatého Vavřince (Saint Lawrence River), která je také ledovcového původu. Seismické odrazové profily výplně tunelových údolí naznačují, že jsou různého stáří. Nejmladší vzniklo krátce po poslední ledové době. Vycházejí z Laurentinského údolí jižně od Cabotské úžiny. Seismické profily ukazují hluboce založené postmiocénní kanály, z nichž některé leží až 1 100 m pod nynější hladinou moře a protínají východní část vnějšího Laurentinského údolí, Seismickými profily byla také zmapována velká tunelová údolí na Banquereau Bank a Sable Island Bank.

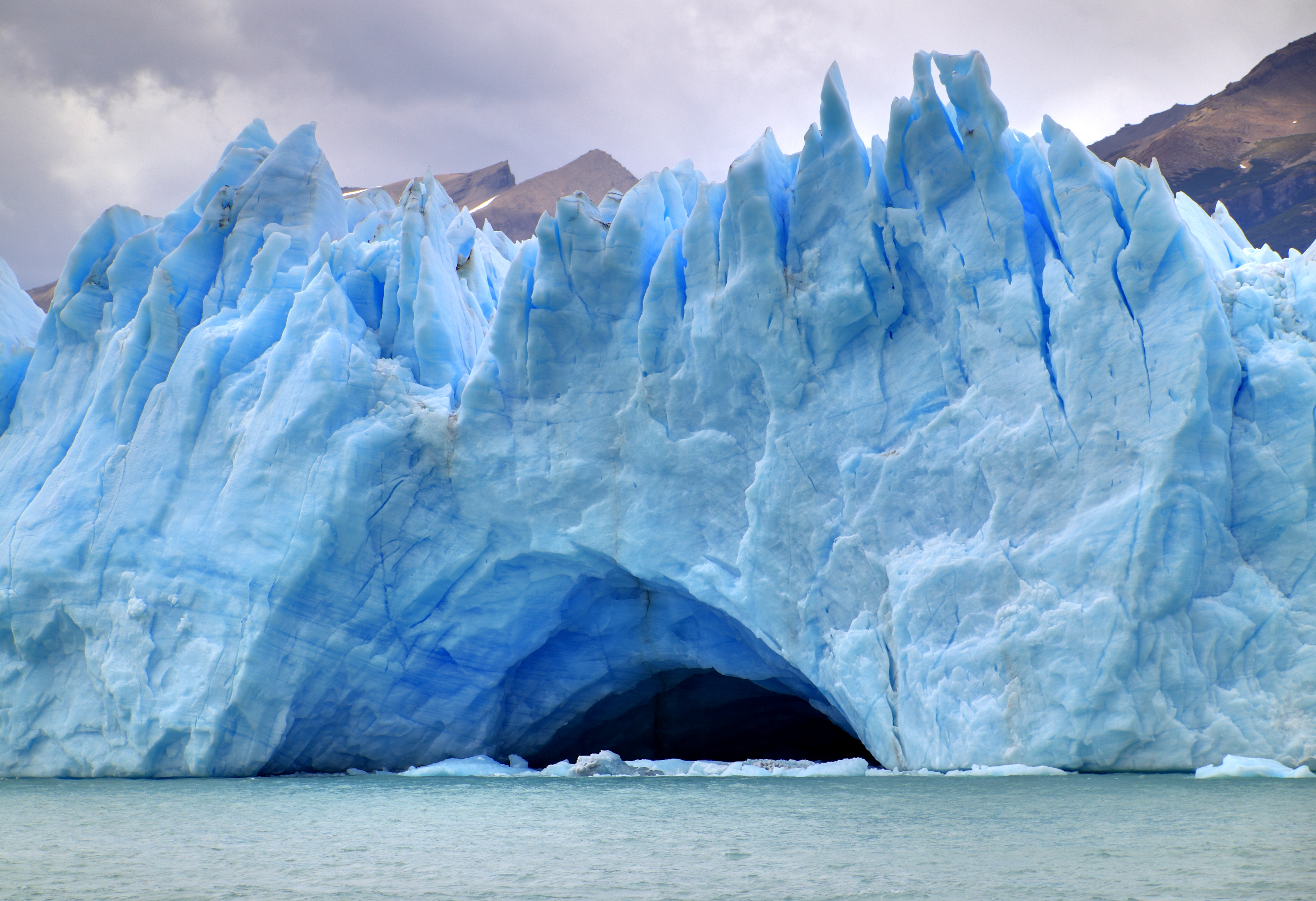
Ledovcová přehrada Argentinského jezera

Ledovec Perito Moreno v Jižní Americe.se nachází v Národním parku Perito Moreno v jižním Patagonském lese a končí v Argentinském jezeře.Tlak z váhy ledu pomalu tlačí ledovec přes jižní rameno (Brazo Rico) Argentinského jezera, přehradí je a oddělí od zbytku jezera. Bez odtoku může hladina vody na břehu jižního ramena Brazo Rico stoupnout až o 30 metrů nad úrovň hladiny Argentinského jezera. Ledová přehrada se pravidelně prolamuje při povodních, kdy voda proudí nejprve jako drenáž ledovým tunelem s následným prolomením ledové střechy a vznikne znovu otevřený kanál. Tento jev se opakuje v průměru asi každých čtyři až pět let.
Poslední přerušení se uskutečnilo 13. března 2018.